# Toxotarsus humeralis
Toxotarsus humeralis är en tvåvingeart som först beskrevs av Walker 1836.  Toxotarsus humeralis ingår i släktet Toxotarsus och familjen spyflugor. Inga underarter finns listade i Catalogue of Life.